# Protapanteles geometrae
Protapanteles geometrae är en stekelart som först beskrevs av Granger 1949.  Protapanteles geometrae ingår i släktet Protapanteles och familjen bracksteklar. Inga underarter finns listade i Catalogue of Life.